# Planície do Dniepre

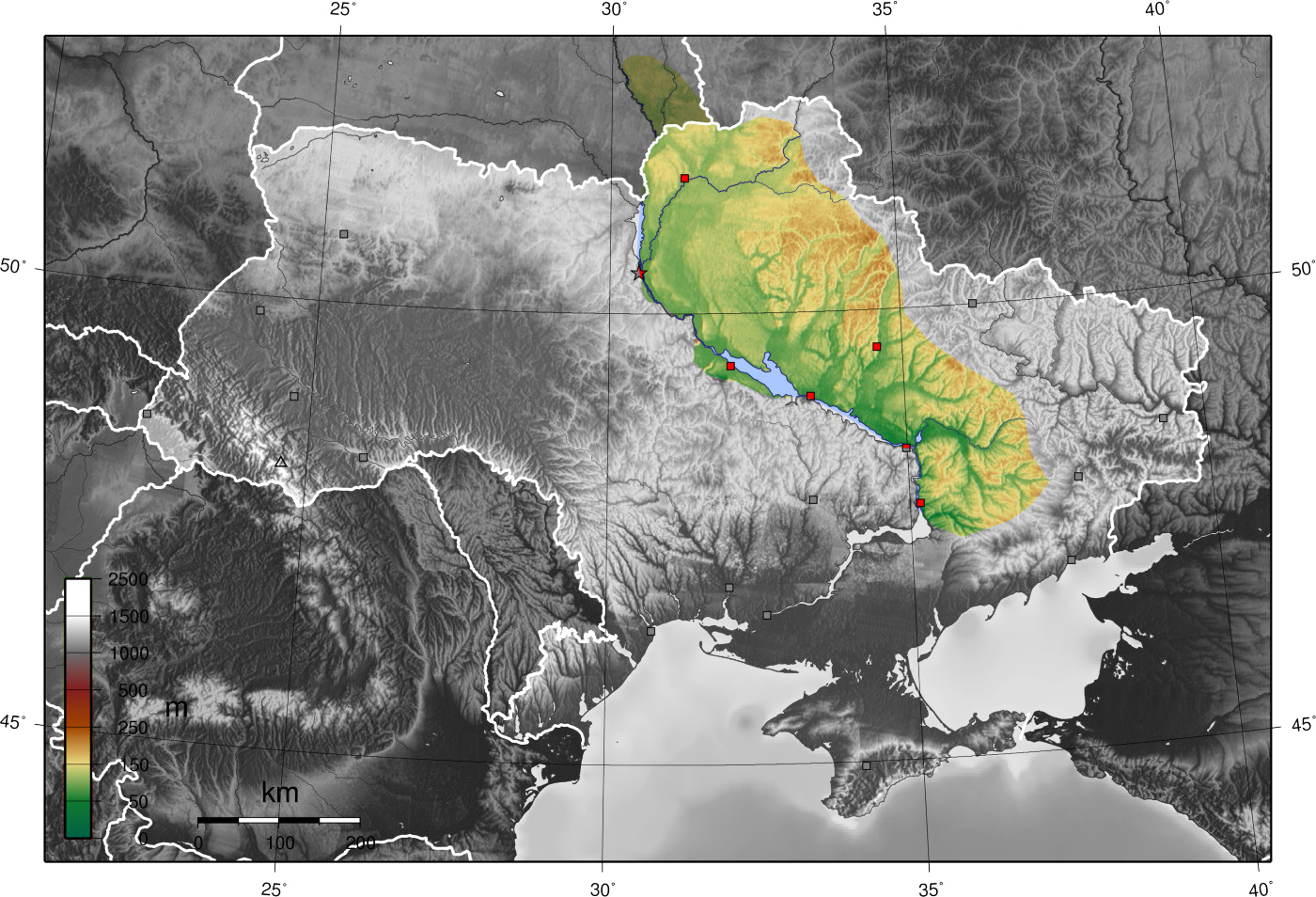
Localização da planície

A Planície do Dniepre é um acidente geográfico a leste do rio Dniepre, parte da planície europeia oriental. Engloba partes da Bielorrússia e Ucrânia e é delimitado a oeste pelo planalto do Dniepre e a leste pelo planalto central da Rússia.